# Cymbalaria pluttula
Cymbalaria pluttula là một loài thực vật có hoa trong họ Mã đề. Loài này được (Rech.f.) Speta mô tả khoa học đầu tiên năm 1980.